# Каракольський сільський округ (Каркаралінський район)
Карако́льський сільський округ (каз. Қарақол ауылдық округі, рос. Ныгмета Нурмакова сельский округ) — адміністративна одиниця у складі Каркаралінського району Карагандинської області Казахстану. Адміністративний центр та єдиний населений пункт — село Караколь.
Населення — 153 особи (2021; 515 у 2009, 645 у 1999, 797 у 1989).
Станом на 1989 рік існувала Каракольска сільська рада (село Караколь) ліквідованого Єгіндибулацького району.